# EADS Mako
Der EADS Mako war ein Projekt für einen Jet-Trainer, der für zahlreiche europäische Luftwaffen im Rahmen des Eurotrainer-Programms entwickelt, aber nicht realisiert wurde. Der Mako ist auch unter den Bezeichnungen „Mako-LCA“ („Light Combat Aircraft“) oder „HEAT“ („High Energy Advanced Trainer“) bekannt.

## Beschreibung
Die Ursprünge des Mako gehen auf das AT-2000-Programm zurück, auf dessen Definition hin der Mako entwickelt worden ist. Als potentielle Betreiber des Mako unterstützen Deutschland, Frankreich, Spanien, Finnland, Schweden, Griechenland und die Vereinigten Arabischen Emirate das Projekt, weshalb EADS zahlreiche Zulieferer-Verträge mit Firmen aus diesen Ländern schloss (u. a. Diehl Aerospace, Alenia Aermacchi, Dassault Aviation, Saab etc.).
EADS plante als Triebwerk zunächst das Eurojet EJ200 des Eurofighters Typhoon zu verwenden. Dieser Plan wurde allerdings frühzeitig aus unbekannten Gründen aufgegeben. Stattdessen sollte auf das Turbofan-Triebwerk General Electric F414M zurückgegriffen werden. Dieses sollte von Volvo entwickelt werden, da diese bereits mit der Anpassung des F414 an die Saab Gripen Erfahrungen hatten.
Die Mako hat Tarnkappentechnik-Eigenschaften, aufgrund von Verbundstoffen und aus ebenen Flächen zusammengesetztem Flugwerk. Die Technik basiert auf dem Tarnkappenjet MBB Lampyridae.
Um die bei europäischen Rüstungsprojekten politischen Bedürfnissen gerecht zu werden, plante EADS die Produktion auf neun Standorte in sieben Ländern zu verteilen. Allerdings kam es dazu nicht mehr, da 2009 die Vereinigten Arabischen Emirate das Projekt verließen und damit eine Finanzierungslücke entstand. Der ursprüngliche Termin für den Erstflug wurde zunächst auf das Jahr 2010 verschoben. In der Zwischenzeit kamen aber zunehmend Zweifel an der Notwendigkeit des Projekts auf, da der Markt an Jet-Trainer mit Typen wie der M-346 „Master“, T-50 „Golden Eagle“ oder Jak-130 „Mitten“ gedeckt sei. Dies machte Exporterfolge des Makos unwahrscheinlich und führte letztendlich zur Einstellung des Projektes.

## Technische Daten
| Kenngröße             | Daten                                                                       |
| --------------------- | --------------------------------------------------------------------------- |
| Besatzung             | 2                                                                           |
| Länge                 | 13,75 m                                                                     |
| Spannweite            | 8,25 m                                                                      |
| Höhe                  | 4,50 m                                                                      |
| Flügelfläche          | 25,08 m²                                                                    |
| Flügelstreckung       | 2,7                                                                         |
| Leermasse             | 5800–6200 kg (je nach Ausführung)                                           |
| max. Startmasse       | ca. 13.000 kg                                                               |
| Höchstgeschwindigkeit | Mach 1,5                                                                    |
| Dienstgipfelhöhe      | 15.240 m                                                                    |
| Einsatzradius         | 1300 km                                                                     |
| Reichweite            | 3700 km                                                                     |
| Triebwerke            | ein Mantelstromtriebwerk General Electric F414M mit bis zu 75 kN Schubkraft |

### Bewaffnung
Da der Mako nie realisiert wurde, sind die Bewaffnungsoptionen nie final bestimmt worden. Die letzten bekannten Planungen sahen den Einbau des Mauser BK-27-Geschützes vor. Des Weiteren sollte eine Zuladung von bis zu 4500 kg an sieben externen Aufhängepunkten möglich sein.